# Giovanni Francesco Ugolini
Giovanni Francesco Ugolini (Borgo Maggiore, 28 febbraio 1953) è un politico sammarinese.
È membro del Partito Democratico Cristiano Sammarinese dal 1978.
Dopo il diploma di perito chimico industriale, ha lavorato come tecnico nel laboratorio analisi dell'Ospedale di Stato dal 1974 al 1981. Imprenditore alberghiero dal 1981, quando ha rilevato l'attività di famiglia, dal 1990 diventa Presidente dell'Unione Sammarinese Ospitalità Turistica.
Nel 1998 e nel 2001 è stato membro del Consiglio Grande e Generale.
Ha ricoperto la carica di Capitano Reggente da aprile a ottobre 2002, assieme ad Antonio Lazzaro Volpinari e da ottobre 2010 a aprile 2011, assieme a Andrea Zafferani.